# Grande Plana (manzana)
Grande Plana es el nombre de una variedad cultivar de manzano (Malus domestica). Esta manzana es originaria de Galicia, está cultivada en la colección de árboles frutales y banco de germoplasma de Mabegondo con el N.º 12; ejemplares procedentes de esquejes localizados en San Pedro de Crendes, parroquia del municipio de Abegondo (La Coruña).

## Sinónimos
- "Manzana Grande Plana",[4][5]
- "Maceira Grande Plana".

## Características
El manzano de la variedad 'Grande Plana' tiene un vigor vigoroso, productivo. Tamaño grande y porte erguido.
Época de inicio de brotación a partir del 6 de abril y de floración a partir de 26 de abril.
Las hojas tienen una longitud del limbo de tamaño largo, con la máxima anchura del limbo media. Longitud de las estípulas es media y la máxima anchura de las estípulas es media. Denticulación del borde del limbo es serrado, con la forma del ápice del limbo mucronado y la forma de la base del limbo es obtuso. Con subestípulas presentes.
Sus flores tienen una longitud de los pétalos larga, anchura de los pétalos es ancha, disposición de los pétalos en contacto entre sí, con una longitud del pedúnculo media.
La variedad de manzana 'Grande Plana' tiene un fruto de tamaño grande, de forma plana, de color bicolor, con chapa a rayas, y de intensidad media. Epidermis de textura desigual, con pruina en su superficie, y con presencia de cera media. Sensibilidad al "russeting" (pardeamiento áspero superficial que presentan algunas variedades)  muy poco sensible. Con lenticelas de tamaño medianas.
Los sépalos están dispuestos de forma variable, y variable en su base; su fosa calicina es muy profunda de una anchura ancha. Pedúnculo de grosor medio y de longitud medio, siendo la cavidad peduncular de una profundidad profunda y de anchura ancha. Con pulpa de color crema, de firmeza es intermedia y textura intermedia; su jugosidad es intermedia con sabor de acidez media-baja, y aromática, anisado.
Época de maduración y recolección a partir del 18 de agosto. 'Grande Plana' es una manzana que su destino es la conservación de esta variedad en el banco de germoplasma de Mabegondo como reserva genética.

## Susceptibilidades
- Oidio: ataque débil
- Moteado: no presenta
- Raíces aéreas: no presenta
- Momificado: ataque débil
- Pulgón lanígero: no presenta
- Pulgón verde: ataque débil
- Araña roja: no presenta
- Chancro del manzano: no presenta[3]